# 在日モザンビーク人
在日モザンビーク人（ざいにちモザンビークじん）は、日本に一定期間在住するモザンビーク国籍の人々である。

## 統計
日本の法務省の在留外国人統計によると、2018年6月末時点で在日モザンビーク人は137人である。
在留資格別（3位まで）
| 順位 | 在留資格 | 人数 |
| ---- | -------- | ---- |
| 1    | 留学     | 77   |
| 2    | 家族滞在 | 18   |
| 3    | 研修     | 10   |

都道府県別（3位まで）
| 順位 | 都道府県 | 人数 |
| ---- | -------- | ---- |
| 1    | 神奈川   | 17   |
| 2    | 東京     | 16   |
| 3    | 栃木     | 11   |
| 3    | 愛知     | 11   |